# 가쓰야마번 (미마사카국)
카츠야마번 (일본어: 勝山藩 かつやまはん[*])은 미마사카국 마시마군 카츠야마 (오카야마현 마니와시 카츠야마)에 거점을 둔 번이다. 번청은 카츠야마성에 위치했다. 타카다번(高田藩), 미마사카 타카다번(美作高田藩)으로도 불렸다. 번주가문은 미우라가이다.

## 번의 역사
에도 시대 중기의 메이와 원년 (1764년), 후다이 다이묘의 미우라 아키츠구가 미카와국 니시오번에서 전봉되어 왔다. 마시마군 내의 96개 마을과 오오바군 내의 1개 마을을 부여받아 2만 3천석으로 입번하였다. 마시마군 타카다무라의 타카다성을 번청으로 삼았기 때문에, 처음에는 타카다번 등으로 불렸지만, 얼마 후, 타카다성을 카츠야마성으로 개칭하고, 이 이름을 따 카츠야마번으로 칭하게 되었다.
2대 노리츠구는 마시마군 신죠무라 (현 마니와군 신죠촌)에 있는 철광산 경영을 장려해 재원 확보에 힘썼다. 막부 말기에는 철관상은 번이 운영했다.
메이지 2년 (1869년), 마시마번으로 개칭했다. 메이지 4년 (1871년)의 폐번치현에 의해 마시마현이 되었따. 호죠현을 거쳐 오카야마현에 편입되었다.
전후, 오카야마현에 의해, 카츠야마마치나라미 보존지구로 지정되었다.

## 역대 번주

### 미우라가
후다이 다이묘, 2만 3천석 (1764년 - 1871년)
1. 미우라 아키츠구
2. 미우라 노리츠구
3. 미우라 치카츠구
4. 미우라 테루츠구
5. 미우라 노부츠구
6. 미우라 토시츠구
7. 미우라 요시츠구
8. 미우라 아키츠구
9. 미우라 히로츠구
10. 미우라 타카츠구

## 참고문헌
- 『藩史総覧』 児玉幸多・北島正元/監修　新人物往来社、1977年
- 『別冊歴史読本㉔ 江戸三百藩 藩主総覧 歴代藩主でたどる藩政史』 新人物往来社、1997年 ISBN 978-4404025241
- 『大名の日本地図』 中嶋繁雄/著 文春新書、2003年 ISBN 978-4166603527
- 『江戸三〇〇藩 バカ殿と名君　うちの殿さまは偉かった？』 八幡和郎/著 光文社新書、2004年
- 『落合町史 地区誌編』勝山町史編集委員会 編（勝山町）1982年